# Krause Kraterelle
Die Krause Kraterelle (Craterellus sinuosus, Syn.: Pseudocraterellus undulatus) ist ein Pilz aus der Familie der Stoppelpilzverwandten (Hydnaceae). Die Art wird auch Krauser Leistling genannt.

## Merkmale

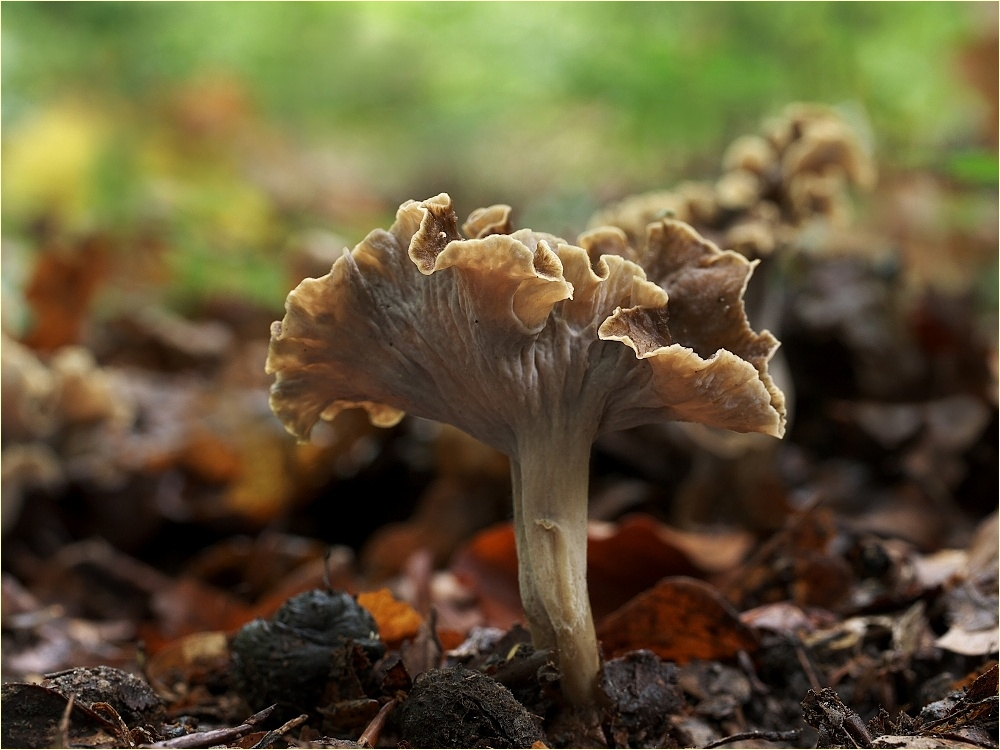
Altere Exemplare der Krausen Kraterelle zeigen den namensgebenden kraus gewundenen Hutrand.

Die Krause Kraterelle ist ein kleiner bis mittelgroßer Pilz, mit trichterförmigem, vertieften Hut. Der Rand des Hutes ist häufig kraus-wellig geformt. Die Hutoberseite ist hellbraun (lehm- bis sepiabraun), die Hutmitte ist häufig etwas filzig. Die Unterseite des Hutes ist beige bis beigebraun, jung relativ glatt, später aderig. Der hohle, 3–8 cm lange und 3–8 mm breite Stiel ist sandgelb bis braunbeige, nach unten spitz zulaufend und unregelmäßig rundlich und längsgrubig. Aus einem Stiel können bis zu drei Hütchen wachsen, die Art neigt außerdem dazu, Sekundärhütchen auf der Hutoberseite auszubilden (Proliferation).

## Ökologie
Die Krause Kraterelle ist ein Mykorrhizapilz hauptsächlich der Rotbuche, daneben kann sie mit Eichen und anderen Laubbäumen symbiotisieren. Die Art kommt auf mäßig bis deutlich feuchten, aber eher nährstoffarmen Böden vor allem in Buchenwäldern, seltener in Eichen-Mischwäldern vor. Durch zunehmenden Nährstoffeintrag in die Waldböden zeigt die Krause Kraterelle Rückgangstendenzen, sie wird in die Gefährdungsgruppe 3 eingeordnet (gefährdet, noch nicht selten, aber mit Rückgangstendenz).

## Verbreitung
Die Krause Kraterelle ist in der Holarktis verbreitet und kommt in Nordasien, Europa und Nordamerika vor. In Deutschland ist die Art zerstreut verbreitet.

## Bedeutung
Die Krause Kraterelle ist essbar.